# گمشده و پیداشده در ارمنستان
گمشده و پیداشده در ارمنستان (انگلیسی: Lost & Found in Armenia) یک فیلم کمدی محصول سال ۲۰۱۲ به کارگردانی گور گیراگوسیان است که در ۷ ژوئن ۲۰۱۳ منتشر شد. 
واچیک مانگاساریان نقش مهمی در پیدایش پروژه سینمایی «گمشده و پیداشده در ارمنستان» داشت که در سال ۲۰۱۲ در آمریکا اکران شد. این اثر با بازی آنجلا شرافیان و جیمی کندی در گیشه بسیار موفق بود و نخستین فیلم تاریخ سینمای ارمنستان است که بازیگران ارمنی و آمریکایی در کنار یکدیگر به هنرنمایی پرداختند.
از بازیگران آن می‌توان به آنجلا سارافیان، میکائیل بوغوسیان، هراند توخاتیان، واچیک مانگاساریان، سوفیک سارگسیان، جولیتا بابایان و لوون هاروتیونیان اشاره کرد.